# Central Mountain Air
Central Mountain Air – kanadyjska linia lotnicza z siedzibą w Smithers, w prowincji Kolumbia Brytyjska.

## Flota
Według stanu na marzec 2025 flota Central Mountain Air  składała się z 14 samolotów o średnim wieku 27,1 lat:
| Samolot                       | Samolot | Samolot   | Liczba miejsc | Liczba miejsc | Uwagi |
| Model                         | Aktywne | Zamówione | E             | Łącznie       | Uwagi |
| ----------------------------- | ------- | --------- | ------------- | ------------- | ----- |
| De Havilland Canada DHC-8-100 | 4       | -         | 37            | 37            |       |
| De Havilland Canada DHC-8-300 | 6       | -         | 50            | 50            |       |
| De Havilland Canada DHC-8-400 | 1       | -         | 76            | 76            |       |
| Dornier 328-100               | 3       | -         | 30            | 30            |       |
| Łącznie                       | 14      | 0         |               |               |       |